# 卵苞血桐
卵苞血桐（学名：Macaranga trigonostemonoides），为大戟科血桐属下的一个植物种。